# La sala della musica
La sala della musica (in bengali জলসাঘর Jalsaghar) è un film del 1958 diretto da Satyajit Ray.

## Trama
Bengala, anni venti. Biswambhar Roy, aristocratico proprietario terriero, si è finanziariamente rovinato per la passione di organizzare nel suo palazzo, per un pubblico di amici, raffinate feste musicali con cantanti e balletti. Dopo la morte in un naufragio della moglie e del figlio, pone fine ai concerti. Quattro anni dopo, per umiliare il suo vicino Ganguli, nuovo ricco che lo ha imitato, riapre casa per un ultimo concerto.